# 파로스 (소프트웨어)
파로스(Paros)는 웹 애플리케이션 및 웹사이트의 취약점을 분석하기 위한 목적으로 개발된 소프트웨어이다. 자바로 쓰여졌으며, 프리웨어로 배포되고 있다.